# Anteosauroidea
Anteosauroidea es una superfamilia de grandes terápsidos dinocéfalos, primitivos y carnívoros. Poseían caninos grandes, incisivos y miembros cortos. Surgieron a partir del Pérmico Medio (entre hace 272–260 millones de años) en Sudáfrica, Rusia, China y Brasil. La mayoría de los anteosaurios eran grandes; tenían cráneos de 50 a 80 cm y eran los mayores predadores de su tiempo. Desaparecieron a final del Pérmico Medio, posiblemente a causa de la desaparición de los herbívoros tapinocefálidos de los que se alimentaban.

## Características
Los anteosaurios se distinguían de tapinocéfalos por algunas características, como los caninos grandes, dientes con coronas y una curvatura premaxilar, lo que hacía que la parte frontal del hocico se curvara significativamente hacia arriba. Sus extremidades eran cortas y su cráneo era largo, angosto y grueso. Poseía una fenestra temporal mucho mayor que la de los biamorsúquidos, con la mandíbula y músculos más grandes y fuertes, que les confería una mordida potente. Existía una tendencia, especialmente para las formas más avanzadas como Anteosaurus, a presentar un engrosamiento de los huesos de la parte superior del cráneo. En general la cola era muy larga, pero no para todos los géneros.

## Clasificación
El grupo fue inicialmente definido como una superfamilia por LD Boonstra, en 1962 con el fin de incluir las familias Brithopodidae y Anteosauridae
James Hopson y Herbert Barghusen en 1986, utilizaron el término «Anteosauria» e igualaron las familias Brithopodidae y Anteosauridae. Sugirieron el siguiente esquema:
```
             ,----------------------------------
Syodon

             |
ANTEOSAURIA--|                 ,----------------
Titanophoneus

(Anteosaur - |                 |
  idae)      `--ANTEOSAURINAE--|                
                               |                ,--
Doliosaurus

                               `--ANTEOSAURINI--|
                                                `--
Anteosaurus
```

Gillian King en 1988 hizo una revisión de Anomodontia (incluyendon Dinocephalia - sin embargo el concepto que Dinocephalia es un subgrupo de Anomodontia no fue considerado), como parte de la Enciclopédia de Paleoherpetologia de Gutsav Fischer Verlag, usa una clasificación más tradicional, incluyendo herbívoros en una superfamilia Anteosauroidea:
Superfamilia Anteosauroidea BOONSTRA 1962
```
    familia Brithopidae BOONSTRA 1972
      Subfamilia Brithopodinae EFREMOV 1954
      Subfamilia Anteosaurinae 1954
    familia Titanosuchidae BOONSTRA 1972
      Subfamilia Titanosuchinae BROOM 1903
      Subfamilia Tapinocephalinae LYDEKKER 1890
```

Nótese que Titanosuchidae aquí es equivalente a Tapinocephalia.
Por último, como parte de un cladograma de Therapsida más grande, Bruce Rubidge y Christian Sidor, en 2001 los presentan de la siguiente manera:
```
  ,----------------- 
Stenocybus

  |
--|    ,------------ 
Australosyodon
  
  |    |
  |    |------------ 
Syodon

  `----|                
       |      ,----- 
Titanophoneus

       `------|
              `----- 
Anteosaurus
```

## Relaciones evolutivas
Los anteosaurios primitivos de Rusia (Boonstra 1972) y China (Rubidge & Sidor 2001), son considerados los dinocéfalos más primitivos y consecuentemente del clado Eutherapsida (caso en el que podría constituir un grupo parafilético). También se sugirió que (Kemp, 1982, King 1988) Estemmenosuchidae es más basal. Estos tienen características comunes con los Pelicosaurios (Carroll 1988), Biarmosúquios (Chudinov 1965), y con los tapinocefálidos, haciendo parte de la primera gran radiación evolutiva de los terápsidos (Rubidge & Sidor 2001). Hasta ahora se han realizado pocos trabajos detallados con relación a las relaciones filogenéticas de los diferentes taxones.